# Бажанов Юрій Павлович
Ю́рій Па́влович Бажа́нов (нар. 10 (23) квітня 1905, Козятин — 8 січня 1975, Москва) — радянський воєначальник, маршал артилерії. Депутат Верховної Ради УРСР 5—8-го скликань. Член Ревізійної Комісії КПУ в 1956—1966 р. Кандидат у члени ЦК КПУ в 1966—1975 р.

## Біографія до війни
Народився в місті Козятині Київської губернії (нині у Вінницькій області) в родині залізничника. В 1920 році вступив до Червоної армії. В 1926 році закінчив Київську артилерійську школу, а в 1936 році — Артилерійську академію Червоної Армії імені Ф. Е. Дзержинського у місті Ленінграді. З 1926 року служив у артилерії: командир артилерійського взводу, помічник командира батареї, командир артилерійського дивізіону. Член ВКП(б) з 1929 року.

## Німецько-радянська війна
З 1938 по 1942 роки був начальником 1-го Московського артилерійського училища. З початком німецько-радянської війни в червні 1941 року сформував першу батарею реактивних мінометів «Катюш». З 1942 по 1944 роки був начальником оперативної групи гвардійських мінометних частин (офіційна назва частин, озброєних «Катюшами» на Північно-Західному і на 1-му Прибалтійському фронтах). З серпня 1944 року по березень 1945 року служив заступником командувача артилерії 1-го Прибалтійського фронту по гвардійським мінометним частинам. В березні—серпні 1945 року — командувач артилерії 39-й армії, бере участь в розгромі Квантунської армії в Манчжурії під час Радянсько-японської війни.

## Після війни

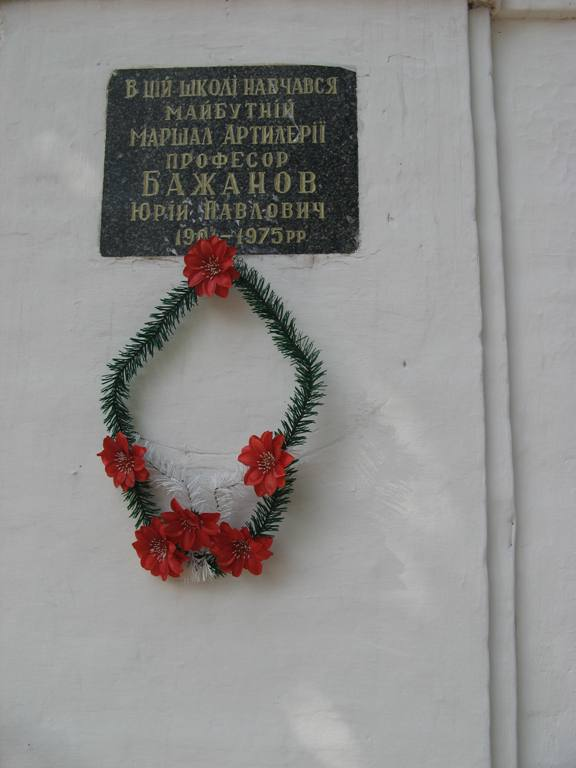
Меморіальна дошка на школі в м. Козятин, у який навчався маршал Бажанов

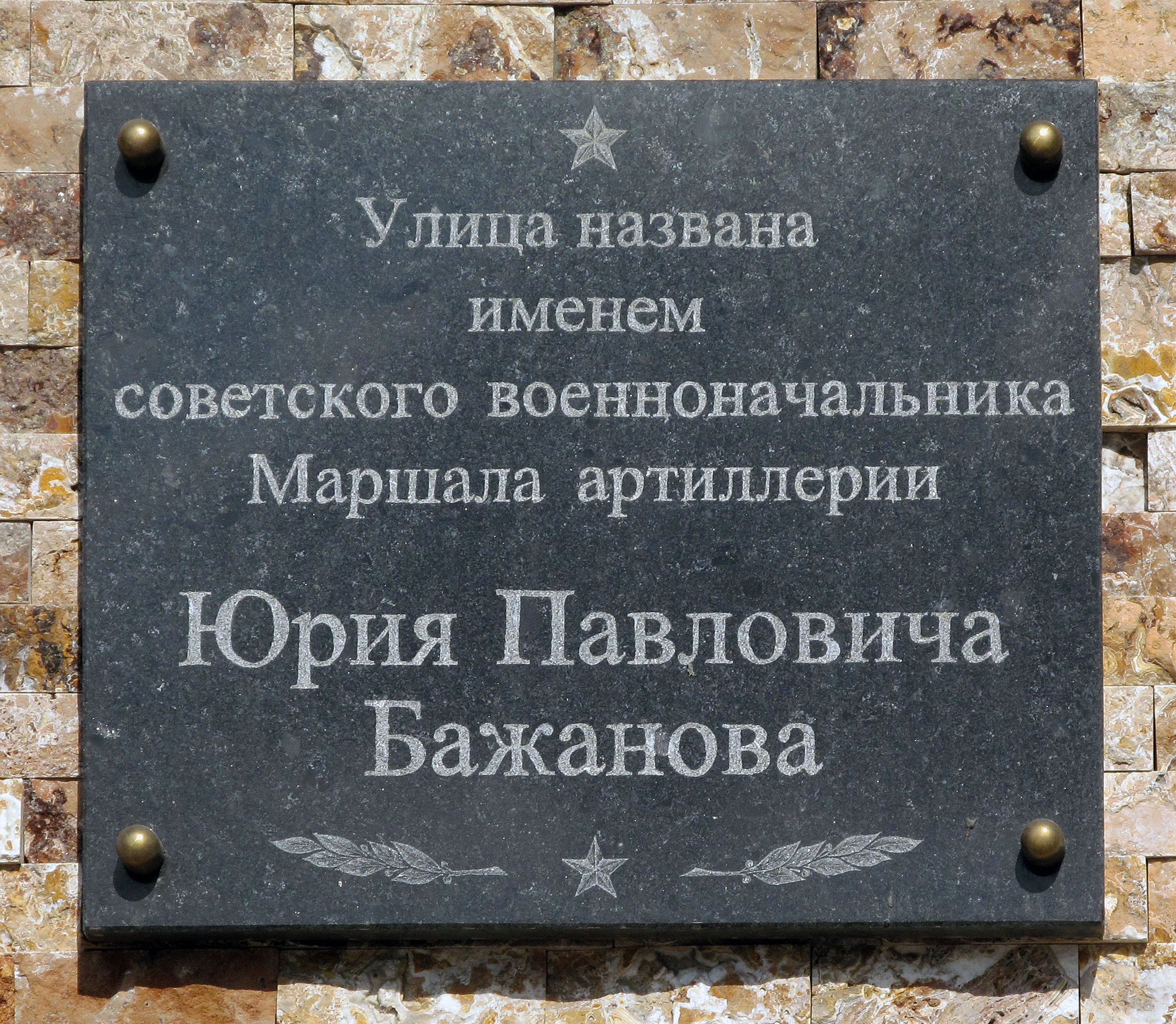
Анотаційна дошка вулиці Маршала Бажанова в Харкові

Продовжував командувати артилерією армії. З 1949 року командував артилерією Приморського військового округу. Закінчив Військову академію Генерального штабу в 1953 році, призначений командувачем артилерії Далекосхідного військового округу.
З 1955 по 1973 роки був начальником Військово-інженерної радіотехнічної академії ППО імені маршала Радянського Союзу Говорова у Харкові. 18 червня 1965 року йому було присвоєно військове звання «маршал артилерії». Професор (1968). З серпня 1973 року — військовий інспектор-радник Групи генеральних інспекторів Міністерства оборони СРСР.
Похований на центральній алеї 2‑го міського кладовища у Харкові біля пам'ятника Героям-визволителям.
На колишній будівлі академії в Харкові було встановлено меморіальну дошку на честь Бажанова, яку демонтували під час декомунізації.
Також меморіальну дошку встановлено на будівлі школи, в якій навчався майбутній маршал (зараз — школа № 2 м. Козятин).
Ім'я Ю. П. Бажанова присвоєне колишній вул. Чорноглазівській у Харкові, на якій він жив.

## Нагороди
- Два ордени Леніна
- Три ордени Червоного Прапора
- Два ордена Кутузова 1-го степеня,
- Орден Суворова 2-го степеня
- Орден Кутузова 2-го степеня,
- Два ордена Червоної Зірки
- Медалі
- Орден Полярної зірки (Монголія)